# Campeonato Sergipano de Futebol de 1999
O Campeonato Sergipano de Futebol de 1999 foi a 76º edição da divisão principal do campeonato estadual de Sergipe. O campeão foi o Sergipe que conquistou seu 30º título na história da competição. O artilheiro do campeonato foi Hugo Henrique, jogador do Sergipe, com 25 gols marcados.

## Primeiro turno

### Primeira fase
Primeira rodada
| 28 de fevereiro | Sergipe | 1 – 1 | Confiança |  |
|                 |         |       |           |  |

| 28 de fevereiro | Lagartense | 0 – 1 | Coritiba-SE |  |
|                 |            |       |             |  |

| 28 de fevereiro | Itabaiana | 3 – 3 | Propriá |  |
|                 |           |       |         |  |

| 28 de fevereiro | Estanciano | 0 – 1 | Vasco-SE |  |
|                 |            |       |          |  |

Segunda rodada
| 7 de março | Vasco-SE | 0 – 4 | Confiança |  |
|            |          |       |           |  |

| 7 de março | Propriá | 0 – 2 | Sergipe |  |
|            |         |       |         |  |

| 7 de março | Coritiba-SE | 0 – 0 | Estanciano |  |
|            |             |       |            |  |

| 7 de março | Lagartense | 3 – 0 | Itabaiana |  |
|            |            |       |           |  |

Terceira rodada
| 13 de março | Coritiba-SE | 1 – 1 | Confiança |  |
|             |             |       |           |  |

| 13 de março | Vasco-SE | 4 – 1 | Propriá |  |
|             |          |       |         |  |

| 14 de março | Itabaiana | 1 – 0 | Estanciano |  |
|             |           |       |            |  |

| 14 de março | Sergipe | 3 - 4 | Lagartense |  |
|             |         |       |            |  |

Quarta rodada
| 20 de março | Vasco-SE | 3 – 1 | Lagartense |  |
|             |          |       |            |  |

| 21 de março | Propriá | 0 – 0 | Coritiba-SE |  |
|             |         |       |             |  |

| 21 de março | Estanciano | 1 – 1 | Sergipe |  |
|             |            |       |         |  |

| 21 de março | Confiança | 0 – 0 | Itabaiana |  |
|             |           |       |           |  |

#### Classificação
Grupo A
| Pos. | Seleção    | Pts | J | V | E | D | GP | GC | SG |
| ---- | ---------- | --- | - | - | - | - | -- | -- | -- |
| 1    | Confiança  | 8   | 4 | 2 | 2 | 0 | 8  | 2  | +6 |
| 2    | Lagartense | 6   | 4 | 2 | 0 | 2 | 8  | 7  | +1 |
| 3    | Propriá    | 2   | 4 | 0 | 2 | 2 | 4  | 9  | –5 |
| 4    | Estanciano | 0   | 4 | 0 | 0 | 4 | 1  | 3  | –2 |

Grupo B
| Pos | Time      | PG | J | V | E | D | GP | GC | SG |
| --- | --------- | -- | - | - | - | - | -- | -- | -- |
| 1°  | Vasco-SE  | 9  | 4 | 3 | 0 | 1 | 8  | 6  | 2  |
| 2°  | Coritiba  | 6  | 4 | 1 | 3 | 0 | 2  | 1  | 1  |
| 3°  | Sergipe   | 5  | 4 | 1 | 2 | 1 | 7  | 6  | 1  |
| 4°  | Itabaiana | 4  | 4 | 1 | 1 | 2 | 4  | 8  | 4  |

#### Semifinais (Fase Olímpica)
| 27 de março | Vasco-SE | 0 – 3 | Coritiba-SE |  |
|             |          |       |             |  |

| 28 de março | Confiança | 0 – 2 | Lagartense |  |
|             |           |       |            |  |

#### Final
| 4 de abril | Lagartense | 1 – 1 | Coritiba-SE |  |
|            |            |       |             |  |

- Itabaiana Coritiba campeão do primeira fase

### Segunda fase
| 10 de abril | Itabaiana | 2 – 2 | Vasco-SE |  |
|             |           |       |          |  |

| 11 de abril | Coritiba-SE | 1 – 0 | Sergipe |  |
|             |             |       |         |  |

| 11 de abril | Estanciano | 0 – 0 | Lagartense |  |
|             |            |       |            |  |

| 11 de abril | Confiança | 5 – 0 | Propriá |  |
|             |           |       |         |  |

| 17 de abril | Lagartense | 2 – 2 | Propriá |  |
|             |            |       |         |  |

| 18 de abril | Estanciano | 0 – 1 | Confiança |  |
|             |            |       |           |  |

| 18 de abril | Coritiba-SE | 1 – 1 | Vasco-SE |  |
|             |             |       |          |  |

| 18 de abril | Sergipe | 5 – 1 | Itabaiana |  |
|             |         |       |           |  |

| 21 de abril | Propriá | 1 – 0 | Estanciano |  |
|             |         |       |            |  |

| 21 de abril | Itabaiana | 0 – 3 | Coritiba-SE |  |
|             |           |       |             |  |

| 4 de abril | Sergipe | 4 – 1 | Vasco-SE |  |
|            |         |       |          |  |

| 22 de abril | Lagartense | 1 – 0 | Confiança |  |
|             |            |       |           |  |

Classificação :
| Pos | Time       | PG | J | V | E | D | GP | GC | SG |
| --- | ---------- | -- | - | - | - | - | -- | -- | -- |
| 1°  | Confiança  | 6  | 3 | 2 | 0 | 1 | 6  | 1  | 5  |
| 2°  | Lagartense | 5  | 3 | 1 | 2 | 0 | 3  | 2  | 1  |
| 3°  | Propriá    | 4  | 3 | 1 | 2 | 0 | 3  | 7  | -4 |
| 4°  | Estanciano | 1  | 3 | 0 | 1 | 2 | 0  | 2  | -2 |

| Pos | Time        | PG | J | V | E | D | GP | GC | SG |
| --- | ----------- | -- | - | - | - | - | -- | -- | -- |
| 1°  | Coritiba-SE | 7  | 3 | 2 | 1 | 0 | 5  | 1  | 4  |
| 2°  | Sergipe     | 6  | 3 | 2 | 1 | 0 | 9  | 3  | 6  |
| 3°  | Vasco-SE    | 2  | 3 | 0 | 2 | 1 | 7  | 6  | 1  |
| 4°  | Itabaiana   | 1  | 3 | 0 | 1 | 2 | 4  | 7  | -3 |

Semifinais
| 25 de abril | Coritiba-SE | 1 – 1 | Lagartense |  |
|             |             |       |            |  |

| 25 de abril | Sergipe | 3 – 0 | Confiança |  |
|             |         |       |           |  |

Final
| 2 de maio | Sergipe | 1 – 0 | Coritiba-SE |  |
|           |         |       |             |  |

- Sergipe campeão da segunda fase

## Quadrangular final
| Pos. | Equipe      | Pts | J | V | E | D | GP | GC | SG |
| ---- | ----------- | --- | - | - | - | - | -- | -- | -- |
| 1    | Sergipe     | 11  | 6 | 3 | 2 | 1 | 8  | 5  | +3 |
| 2    | Lagartense  | 8   | 6 | 2 | 1 | 2 | 10 | 8  | +2 |
| 3    | Coritiba-SE | 6   | 6 | 1 | 3 | 2 | 6  | 7  | -1 |
| 4    | Confiança   | 4   | 6 | 0 | 3 | 3 | 4  | 8  | -4 |

## Premiação
| Campeonato Sergipano de 1999 |
| Aracaju                      |
| ---------------------------- |
| Sergipe Campeão (30º título) |